# Abcoude
Abcoude – wieś w prowincji Utrecht, w Holandii. Według danych na rok 2018 wieś zamieszkiwało 7120 osób, a gęstość zaludnienia wyniosła 4059 os./km².

## Klimat
Klimat jest umiarkowany. Średnia temperatura wynosi 8 °C. Najcieplejszym miesiącem jest lipiec (18 °C), a najzimniejszym miesiącem jest luty (0 °C).

## Współpraca
Miejscowość partnerska:
- Lennik, Belgia